# Золоте Руно (студія)
Студія «Золоте Руно» (англ. Golden Fleese Studio) — українська кінокомпанія, утворена 15 січня 2013 року. Засновник та директор — Дмитро Овечкін.

## Портфоліо компанії
- 2023 (у виробництві): документальний фільм «Микола», режисер Єгор Воробйов (за підтримки Держкіно України). «Фільм розповідатиме про незламність духу, жагу до життя, пошук себе у соціумі Миколи Нижниковського, хлопця, який влітку 2015 року в 11 річному віці підірвався із молодшим братом на снаряді у місті Маріуполь. Молодший брат загинув, а Микола втратив нижні кінцівки та праву руку. Після довгої реабілітації, та багатьох операцій Микола знайшов в собі мужність активно рухатись далі і жити повноцінним життям».
- 2020: художній фільм Мати Апостолів, режисер Заза Буадзе (за підтримки МКІП України). Фільм отримав 88 світових нагород та відзнак. «В пошуках сина-льотчика, літак якого було збито російською ракетою над окупованою територією, мати потрапляє в абсолютно чужий і агресивний світ, де все пронизано ненавистю та стражданням. У цьому пеклі вона не тільки шукає сина, але, маючи в серці велику любов і милосердний характер, змінює всіх, кого зустрічає на своєму шляху. І найголовніше, вона змінює себе, знаходячи воістину сакральну силу! Її відчай і біль перероджуються в вічний материнський дух землі, який повертає синів додому, живих чи мертвих.»
- 2019: художній фільм Генделик, лірична комедія; режисер Тарас Дудар, сценарист Олександр Столяров (за підтримки Держкіно України). Фільм отримав 7 світових та українських нагород, в тому числі: Кришталевий «Приз глядацьких симпатій», 2019 – Київський МКФ Кінолітопис[1][2][3]. Прем’єра (в Україні) 09.02.2023. Прем’єра (у світі) 07.09.2019[4]
- 2019: організація фестивалю «Дні українського кіно в Китаї» за підтримки Державного агентства України з питань кіно, за сприянням Посольства України у Китаї, мерії міста Чунцін у партнерстві з UIMC в рамках 2nd Pioneer Art Film Festival. Покази українських фільмів в Китаї стали одним із знакових культурних подій Фестивалю, викликали резонанс серед китайських кінематографістів. Фільм «Слуга народу-2» отримав головний приз китайського Фестивалю «Найкращий фільм іноземного виробництва».
- 2017: документальний спецпроект «Таємниці нації», який розповідає історію казаків-характерників (замовлення телеканалу «2+2»),
- 2016: «Друге життя», 16-ти серійний мелодраматичний серіал. Режисери Оксана Тараненко та Іван Рутковський. Серіал став лідером слоту та увійшов в ТОП-5 подій осені на телеканалі «Інтер».
- 2015: документальний фільм «Стефанія - голос, який об'єднує серця» (Україна-Канада-США), режисер Руслан Панасюк. Продюсер Алех Гутмахер. Фільм вийшов на екранах Америки і Канади восени 2015р. Фільм про благодійність українців Канади та США в Україні.
- 2014: цикл документальних фільмів «Україна 2014», режисер Руслан Панасюк (замовлення телеканалу «НТН»). Цикл про події на Донбасі 2013-2014р.р.